# Капела Стефана Гечова
Капела Стефана Гечова је капела у Призрену, направљена шездесетих година 20. века.

## Опште информације
Стефан Гечов (12. јул 1874. - 14. октобар 1929) био је албански католички свештеник, етнограф, археолог, мисионар и писац. Рођен је 12. јула 1874. у тадашњем Османском царству. Пореклом је из села Кријези, на северу Албаније. Образовао се код фрањеваца у Дервенти и Бања Луци.
Капелу названу „Капела Стефана Гечова” на гробљу је шездесетих година 20. века изградила Косовска канцеларија за заштиту споменика. Мала и правоугаона капела има северну апсиду са полукружном основом и одговарајућим дрвеним полукружним вратима окренутим према југу. Зграда је камена са кречним малтером, изнутра али и споља малтерисана. На јужној фасади налази се камени латински крст и метална плоча са датумом рођења и смрти оца Гечова. Кров је покривен каменим плочама, осим трослојног дела изнад апсиде.